# Iglesia de Cristo Rey (Gotemburgo)
La Iglesia de Cristo Rey (en sueco: Kristus Konungens katolska församling) es el nombre que recibe un edificio religioso que está afiliado a la Iglesia católica y funciona como el templo parroquial que pertenece a la Diócesis de Estocolmo, en el país europeo de Suecia. Está situada en el 14 Parkgatan.
La parroquia fue fundada en 1862 y es la más antigua de las tres parroquias de Gotemburgo . Inicialmente se componía de cincuenta fieles . Tres años más tarde , la parroquia tenía su propia iglesia de estilo gótico dedicada inicialmente a San José. 
En 1928 a medida que la comunidad creció, la Parroquia compró un terreno para una nueva iglesia, una escuela y la rectoría . El 31 de octubre de 1937 se colocó La primera piedra para la construcción de la iglesia en la fiesta de Cristo Rey , y el 2 de octubre de 1938 se celebró su primera misa.
En 1961, tenía cerca de tres mil fieles. A finales de la década de 1990, la parroquia tenía más de siete mil fieles de diferentes nacionalidades, por lo que ofrece misas en diferentes lenguas.